# ボニファス・アレクサンドル
ボニファス・アレクサンドル（フランス語: Boniface Alexandre、1936年7月31日 - 2023年8月4日）は、ハイチの政治家。

## 経歴
2004年のクーデターでジャン＝ベルトラン・アリスティド大統領が亡命後、最高裁判所長官として大統領職を代行し、後に暫定大統領となった。在任中、人権団体のアムネスティ・インターナショナルは警察権力の行き過ぎた行使、十分な取調べや裁判を経ない処刑、武装集団による殺害や誘拐の深刻化、女性に対する暴力に対しての行政の怠慢、司法制度の不備などを告発した。40人以上の人々が起訴や裁判なしに投獄されたとしている。
2006年5月14日、同年2月の大統領選挙で当選したルネ・プレヴァルに大統領職を引き継がせた。